# Pediasia zellerellus
Pediasia zellerellus là một loài bướm đêm trong họ Crambidae.